# Georg Lemm
Georg Lemm (* 15. Juli 1867 in Berlin; † 1940 in Tharandt, Kreishauptmannschaft Dresden) war ein deutscher Landschaftsmaler und Grafiker.

## Leben

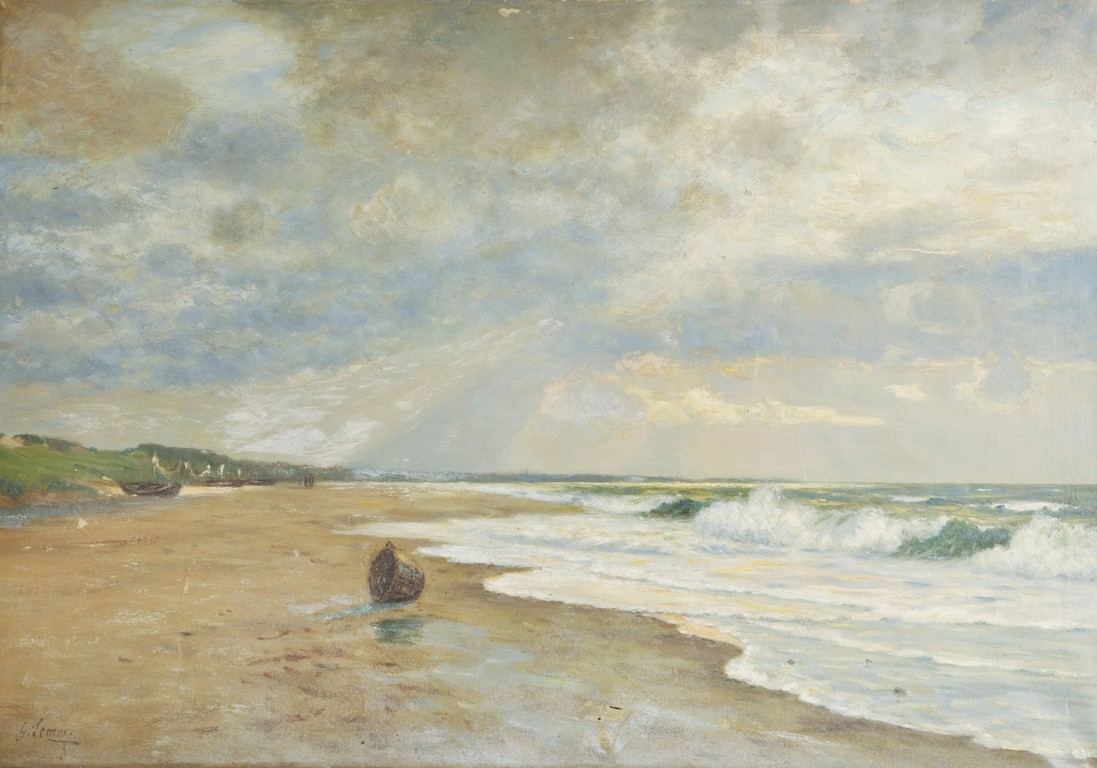
Ostseestrand

Lemm studierte an der Berliner Akademie bei Eugen Bracht, ferner bei Hans Meyer. Von 1893 bis 1895 besuchte er die Kunstakademie Düsseldorf. Dort waren Eugen Dücker und Carl Ernst Forberg seine Lehrer.